# Chlustina
Chlustina (německy Chlustina) je obec v okrese Beroun ve Středočeském kraji, asi 5 km severně od Hořovice. Žije zde 270 obyvatel.

## Historie
První písemná zmínka o obci pochází z roku 1170.

## Obecní správa

### Části obce
- Chlustina (k. ú. Chlustina)

Sousedními obcemi sídla jsou Praskolesy, Zdice, Bavoryně, Stašov, Žebrák a Hředle.

### Územněsprávní začlenění
Dějiny územněsprávního začleňování zahrnují období od roku 1850 do současnosti. V chronologickém přehledu je uvedena územně administrativní příslušnost obce v roce, kdy ke změně došlo:
- 1850 země česká, kraj Praha, politický i soudní okres Hořovice[4]
- 1855 země česká, kraj Praha, soudní okres Hořovice
- 1868 země česká, politický i soudní okres Hořovice
- 1939 země česká, Oberlandrat Plzeň, politický i soudní okres Hořovice[5]
- 1942 země česká, Oberlandrat Praha, politický okres Beroun, soudní okres Hořovice[6]
- 1945 země česká, správní i soudní okres Hořovice[7]
- 1949 Pražský kraj, okres Hořovice[8]
- 1960 Středočeský kraj, okres Beroun
- 2003 Středočeský kraj, obec s rozšířenou působností Hořovice

## Společnost

### Rok 1932
V obci Chlustina (378 obyvatel) byly v roce 1932 evidovány tyto živnosti a obchody: fotoatelier, kolář, hospodářské strojní družstvo, 3 hostince, 2 kováři, krejčí, povozník, 13 rolníků, obchod se smíšeným zbožím, spořitelní a záložní spolek pro Chlustinu, trafika.

## Doprava

### Dopravní síť
Do obce vedou silnice III. třídy. Územím obcí vede silnice II/605 Praha – Plzeň – Rozvadov. Železniční trať ani stanice či zastávka na území obce nejsou.

### Autobusová doprava 2024
Autobusovou dopravu v obci Chlustina zajišťuje společnost Arriva Střední Čechy. Obec je součástí Pražské integrované dopravy (PID). V obci se nacházejí zastávky Chlustina a Chlustina,rest. Autobusová linka 526 propojuje Zdice, Bavoryni, Hředle, Chlustinu, Žebrák, Točník a Bzovou.

## Galerie

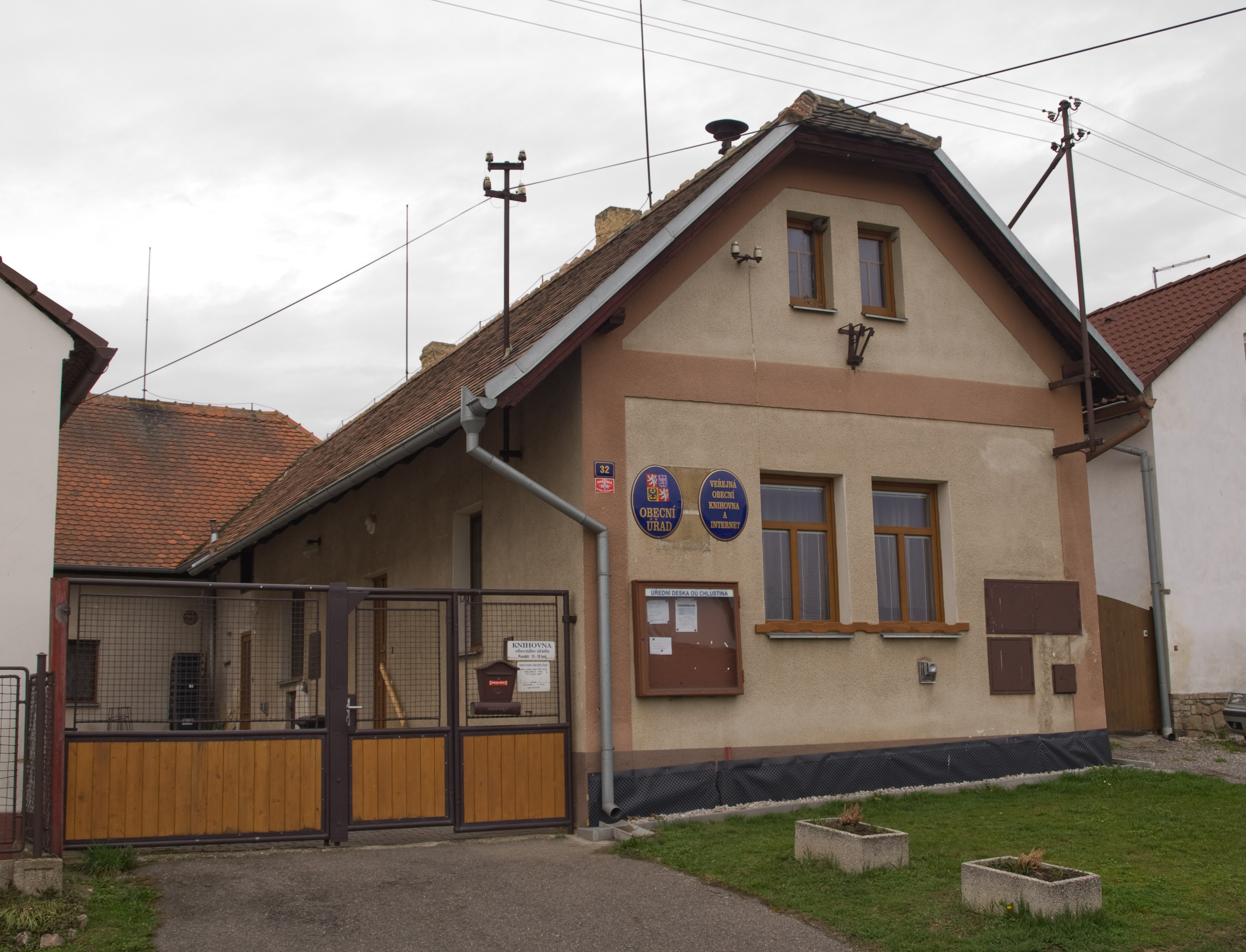
Obecní úřad
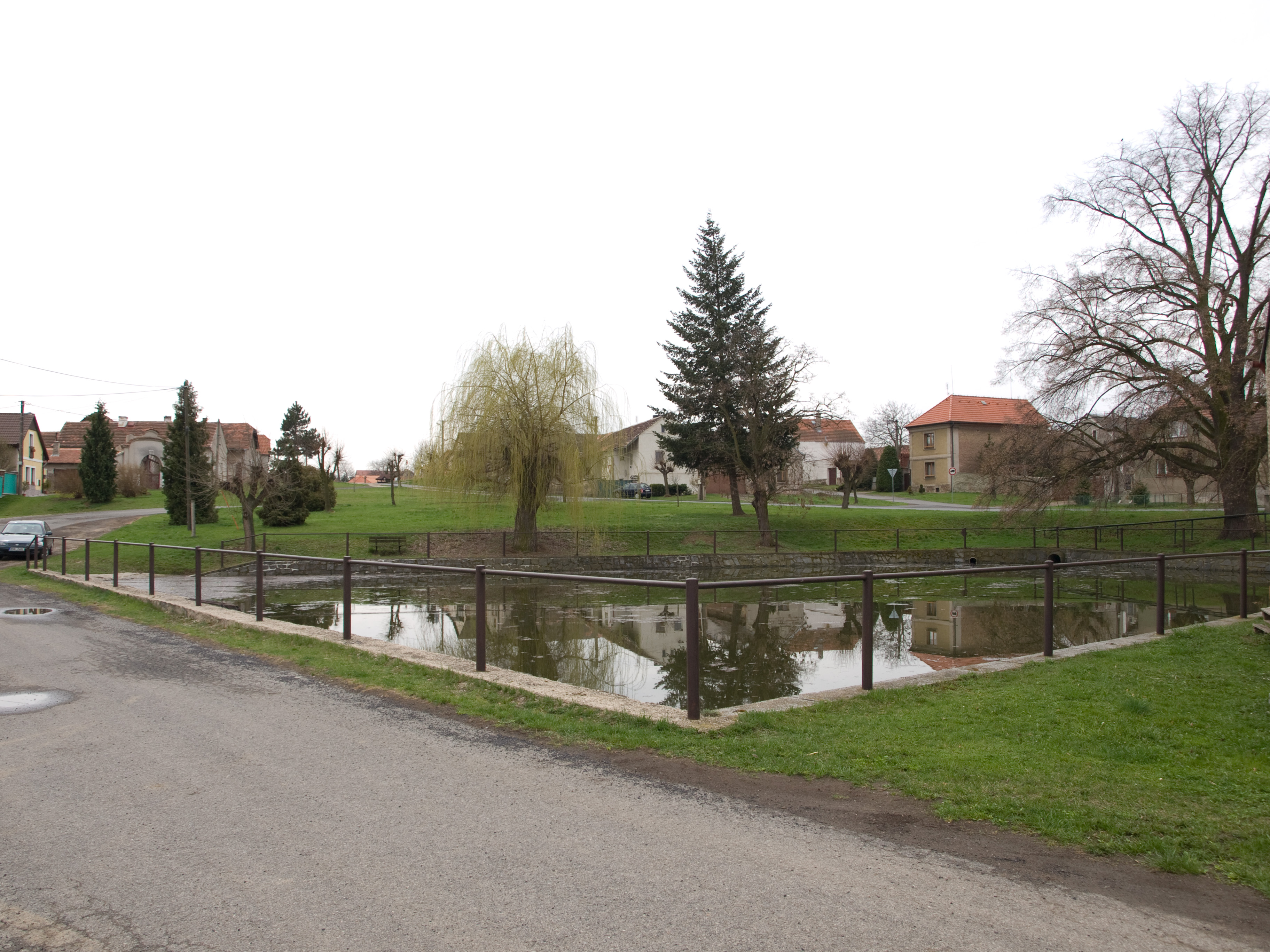
Nádrž na návsi